# Kleine dwergspitsmuis
De kleine dwergspitsmuis of kleinste spitsmuis (Sorex minutissimus) is een zeer klein zoogdier uit de familie der spitsmuizen. Hij behoort tot de kleinste zoogdieren, en is op de wimperspitsmuis na het kleinste zoogdier van Europa.

## Beschrijving
De kleine dwergspitsmuis is zeer klein, hij wordt slechts 33 tot 53 millimeter lang en weegt maar 1,2 tot 4 gram. Hij heeft een donkerbruine rug, die duidelijk is gescheiden van zijn lichtere flanken en onderzijde. In vergelijking met andere roodtandspitsmuizen, als de dwergspitsmuis, heeft de kleine dwergspitsmuis een zeer kleine, dunne staart, van tussen de 20 tot 31 millimeter lang, een korte brede snuit en een ronde kop.

## Verspreiding
De kleine dwergspitsmuis bewoont het noorden van Europa en Azië, van Scandinavië en Estland oostwaarts tot Oost-Siberië, Mongolië en Korea, tot over de poolcirkel. Hij wordt ook gevonden op het Russische eiland Sachalin en het Japanse Hokkaido. Zijn verspreiding is zeer onregelmatig en hij wordt daar nooit vaak waargenomen. Waarschijnlijk wordt hij door zijn geringe grootte vaak over het hoofd gezien en is de soort algemener en zijn verspreidingsgebied groter dan wordt aangenomen.
De kleine dwergspitsmuis is een echte bewoner van de taigazone, met een voorkeur voor vochtigere streken. Hij komt vooral voor in vochtig naaldwoud met een onderlaag van mos, de randen van moerassen, heidegronden en bosranden met weelderig gras.

## Gedrag
Doordat de soort niet vaak wordt waargenomen, is er niet veel bekend over zijn gedrag. De kleine dwergspitsmuis kan tot 70 rustperiodes van 10 tot 15 minuten houden in 24 uur. Zijn activiteitsperioden zijn langer dan die van verwante, grotere soorten uit dezelfde regio als bosspitsmuis en Noordse spitsmuis. Hij eet twee tot vijf maal zijn eigen gewicht aan voedsel per dag, voornamelijk kleine insecten, larven, spinnen en slakken.